# Judith Glacier
Judith Glacier är en glaciär i Antarktis. Den ligger i Östantarktis. Australien gör anspråk på området. Judith Glacier ligger 328 meter över havet.
Terrängen runt Judith Glacier är kuperad söderut, men norrut är den platt. Trakten är obefolkad. Det finns inga samhällen i närheten.